# Hoa xuyên tuyết và những anh chàng cừ khôi
Hoa xuyên tuyết và những anh chàng cừ khôi (Tiếng Czech: Sněženky a machři, "Xnơ-gien-ky ơ ma-khri") là một bộ phim tâm lý dành cho lứa tuổi thanh - thiếu niên được phát bằng tiếng Czech của điện ảnh Tiệp Khắc.

## Nội dung
Học sinh của trường trung học năm thứ hai ở Praha vào bài học trượt tuyết bắt buộc để lại. Nhân viên núi bao gồm các giáo sư giàu kinh nghiệm Boženka, đầy những ảo tưởng của sinh viên mới của khoa học và giáo sư Hank nghiêm ngặt Chard, người cũng đã diễn với anh ấy Marika con gái của mình. Trong một giai điệu hài hước được mô tả đến và sắp xếp của các học sinh trong một túp lều, một mối quan hệ mới và bất ngờ giữa học sinh và giáo viên của họ. Hoa xuyên tuyết - cô gái muốn như nó và Freaks - những kẻ đang cạnh tranh trong sự hài hước ví dụ thậm chí nhiều hơn trượt tuyết rực rỡ hoặc ít hơn để hoa giọt tuyết. Ông cảm thấy rất nhiều người lớn và nghiêm ngặt lịch trình hàng ngày dường như họ không xứng đáng. Vì vậy, chuẩn bị chống bạo động nhỏ...